# Одно государство для двух народов
Решение с «одним государством», иногда также называемое двунациональным государством — предлагаемый подход к урегулированию израильско-палестинского конфликта.
Решение «с одним государством» охватывает широкий спектр идей, поэтому в число его сторонников входят как ультраправые, так и ультралевые, и некоторые палестинцы.
Сторонники единого Израиля отстаивают единое государство в Израиле, на Западном берегу и в секторе Газа с гражданством и равными правами в объединённом образовании для всех жителей всех трех территорий, независимо от этнической или религиозной принадлежности. Некоторые израильтяне выступают за другую версию единого государственного решения, согласно которому Израиль аннексирует Западный берег, но не сектор Газа, и оставаться еврейским государством с большим арабским меньшинством. В то время как некоторые выступают за это решение по идеологическим причинам, другие считают, это уже ситуация де-факто. Многие, кто выступает за решение «одного государства», исключая Газу, утверждают, что нет необходимости включать его из-за его статуса самоуправления.
В качестве альтернативы сторонники единой Палестины желают единого государства без учёта этнической принадлежности или религии. Такое государство будет похоже на Подмандатную Палестину, существовавшую до Второй мировой войны, исходя из желания отказаться от израильской оккупации, а также сионистского поселенчества XIX-го и XX-го веков, широко рассматриваемого среди сторонников как форма колониализма.
Хотя этот подход все чаще обсуждается в научных кругах, он остается за рамками официальных усилий по урегулированию конфликта, а также основного анализа, в котором он затмевается решением с двумя государствами. Решение о двух государствах было согласовано правительством Израиля и Палестинской администрацией на конференции в Аннаполисе в ноябре 2007 года и оставалось концептуальной основой для переговоров, предложенных администрацией президента США Барака Обамы в 2011 году. Однако интерес к решению с одним государством растет, поскольку подход с двумя государствами не позволяет достичь окончательного соглашения.

## Обзор
«Решение с одним государством» относится к попыткам урегулирования израильско-палестинского конфликта путем создания унитарного, федерального или конфедеративного израильско-палестинского государства, которое охватило бы всю существующую территорию Израиля, Западный берег, включая Восточный Иерусалим, и, возможно, сектор Газа и Голанские высоты.
В зависимости от различных точек зрения, решение израильско-палестинского конфликта с одним государством представляется как ситуация, в которой Израиль якобы утратит свой характер еврейского государства, а палестинцы не смогут достичь своей национальной независимости в рамках двух государств или, альтернативно, как лучший, самый справедливый и единственный способ разрешения израильско-палестинского конфликта.
Поддержка решения с «одним государством» растет, поскольку палестинцы, разочарованные отсутствием прогресса в переговорах, направленных на установление решения «двух государств», все чаще рассматривают решение с одним государством как альтернативный путь продвижения вперед. В апреле 2016 года вице-президент США Джо Байден заявил, что из-за проводимой премьер-министром Израиля Биньямином Нетаньяху политики неуклонного расширения поселений, «реальность единого государства», в котором израильские евреи уже не будут большинством, может стать вероятным результатом.

## После 1999 года
Опрос, проведенный в 2010 году Израильским институтом демократии, показал, что 15 % правых еврейских израильтян и 16 % левых еврейских израильтян поддерживают двустороннее государственное решение по решению двух государств, основанное на принципах 1967 года. Согласно тому же опросу, 66 % еврейских израильтян предпочли решение с двумя государствами.
Представители израильского правительства также предложили присоединить к новому палестинскому государству районы Израиля с большинством палестинцев, такие как район вокруг Умм-эль-Фахма. Поскольку эта мера навсегда отрезает эти районы от остальной территории Израиля, включая прибрежные города и другие палестинские города и деревни, палестинцы относятся к этому с тревогой. Поэтому многие палестинские граждане Израиля предпочли бы решение с одним государством, поскольку это позволило бы им сохранить свое израильское гражданство.
Тем не менее, некоторые израильские евреи и палестинцы, которые выступают против решения с одним государством, считают, что это может произойти. Премьер-министр Израиля Ольмерт в своем интервью израильской газете «Гаарец» в 2007 году заявил, что без соглашения о создании двух государств Израиль столкнется с «борьбой в южноафриканском стиле за равные права голоса», и в этом случае Израиль прекратит свое существование. Это перекликается с замечаниями, сделанными в 2004 году палестинским премьер-министром Ахмедом Курей, который сказал, что если Израиль не сможет заключить соглашение с палестинцами, палестинцы будут стремиться к единому двунациональному государству. В ноябре 2009 года палестинский переговорщик Саиб Эрекат предложил принять решение о едином государстве, если Израиль не остановит строительство поселений: «[палестинцы должны] переориентировать свое внимание на решение о едином государстве, в котором мусульмане, христиане и евреи могут жить на равных. Это очень серьёзно. Это момент истины для нас».
Поддержка среди израильских евреев и евреев в целом решения с одним государством очень низка. Израильтяне видят в решении проблемы единого государства демографическую угрозу, которая может опрокинуть преобладающее еврейское большинство в Израиле.

## Список используемой литературы
- Ali Abunimah. One Country: A Bold Proposal to End the Israeli–Palestinian Impasse (англ.). — Macmillan, 2007. — ISBN 978-0-8050-8666-9.
- Alan Dershowitz. The Case for Peace: How the Arab–Israeli Conflict Can be Resolved (англ.). — John Wiley and Sons, 2005. — ISBN 978-0-470-04585-5.
- Dov Friedlander. The Population of Israel (неопр.). — Hebrew University of Jerusalem, 1979. — ISBN 978-0-231-04572-8.
- Caroline Glick. The Israeli Solution: A One-State Plan for Peace in the Middle East (англ.). — Crown Forum[англ.], 2014. — ISBN 0385348061.
- Susan Lee Hattis. The Bi-National Idea in Palestine during Mandatory Times (англ.). — Shikmona, 1970.
- Ruth Gavison, "'Jewish and Democratic? A Rejoinder to the «Ethnic Democracy» Debate, " Israel Studies, March 31, 1999
- Leon, Dan. «Binationalism: A Bridge over the Chasm.» Palestine-Israel Journal, July 31, 1999.
- Martin Buber. A land of two peoples: Martin Buber on Jews and Arabs (англ.). — University of Chicago Press, 1994. — ISBN 978-0-226-07802-1.
- Pressman, Jeremy, «The Best Hope — Still?» Boston Review, July/August 2009.
- Reiner, M., «Palestine — Divided or United? The Case for a Bi-National Palestine before the United Nations» Lord Samuel; E. Simon; M. Smilansky; Judah Leon Magnes. Ihud Jerusalem 1947. Includes submitted written and oral testimony before UNSCOP; IHud’s Proposals include: political, immigration, land, development (Reprinted Greenwood Press Reprint, Westport, CT, 1983, ISBN 0-8371-2617-7)
- Arnon Sofer, Demography in the Land of Israel in the Year 2000, the University of Haifa, 1987
- «Begin Loyalist Given Inside Track for Dayan’s Job», Washington Post, November 14, 1979
- «Fifteen Years' Successful Conquest Has Wounded Israel’s Soul», Washington Post, June 6, 1982
- Said, E. The End of the Peace Process: Oslo and After, Granta Books, London: 2000
- Virginia Q. Tilley. The One-State Solution: A Breakthrough for Peace in the Israeli–Palestinian Deadlock (англ.). — Manchester University Press, 2005. — ISBN 978-0-7190-7336-6.